# Napływy korzeniowe
Napływy korzeniowe, fałdy korzeniowe, nabiegi korzeniowe – wada drewna z grupy wad kształtu. Są to zniekształcenia szyi korzeniowej i odziomkowej części pnia w postaci podłużnych wypukłości ciągnących się od korzeni i stopniowo zmniejszających się na pniu.
Napływy korzeniowe i zgrubienie odziomkowe często traktowane są jako jedna wada drewna, gdyż trudno jest określić granicę występowania i wpływu jednej wady i drugiej. Napływy korzeniowe biorą swój początek od korzeni, stopniowo przechodzą w pień (często u świerków i grabów). Zgrubienie odziomkowe ma podobny charakter, lecz nie można w nim zauważyć wpływu korzeni.

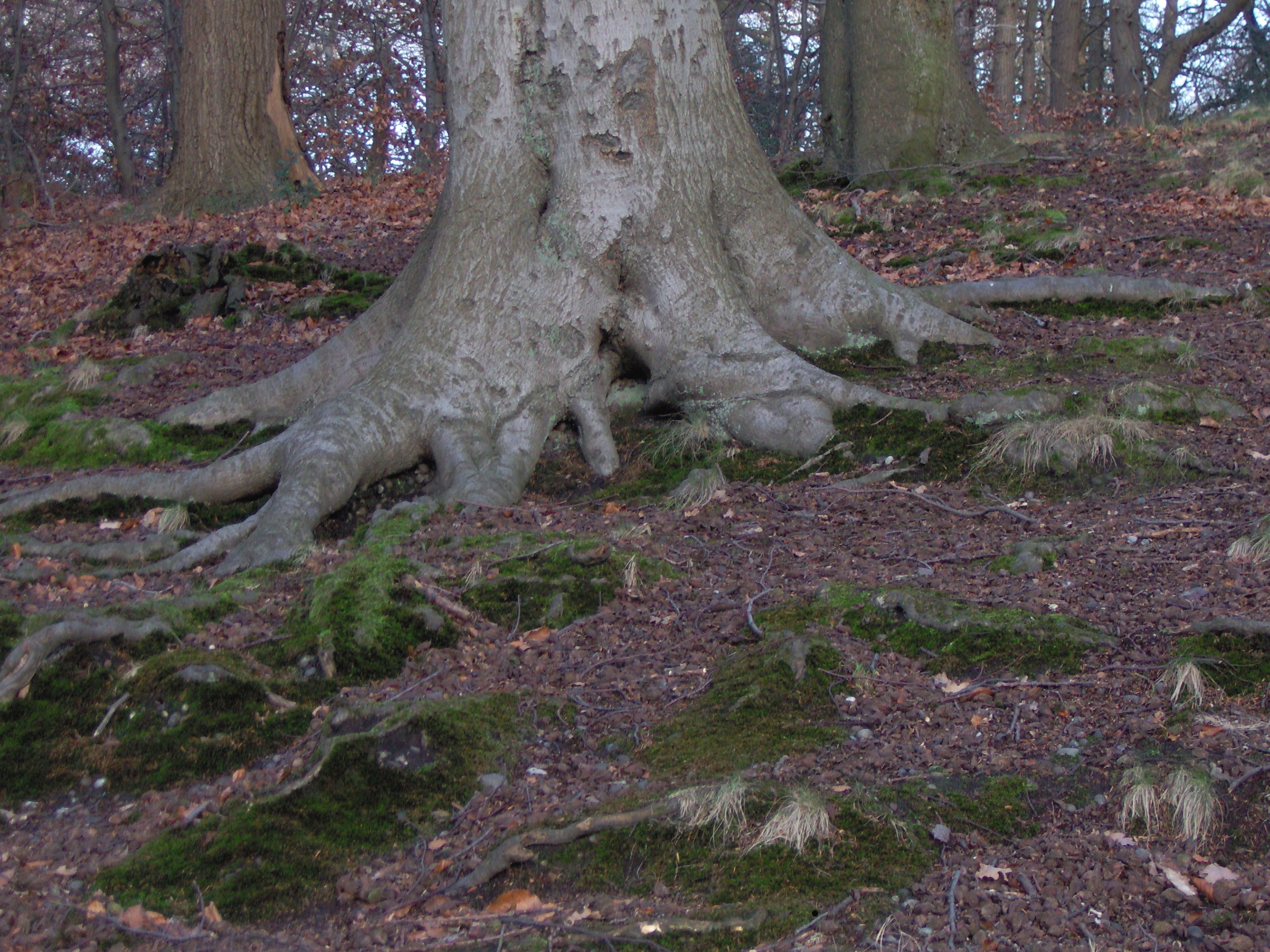
Dolna część pnia z widocznymi napływami.
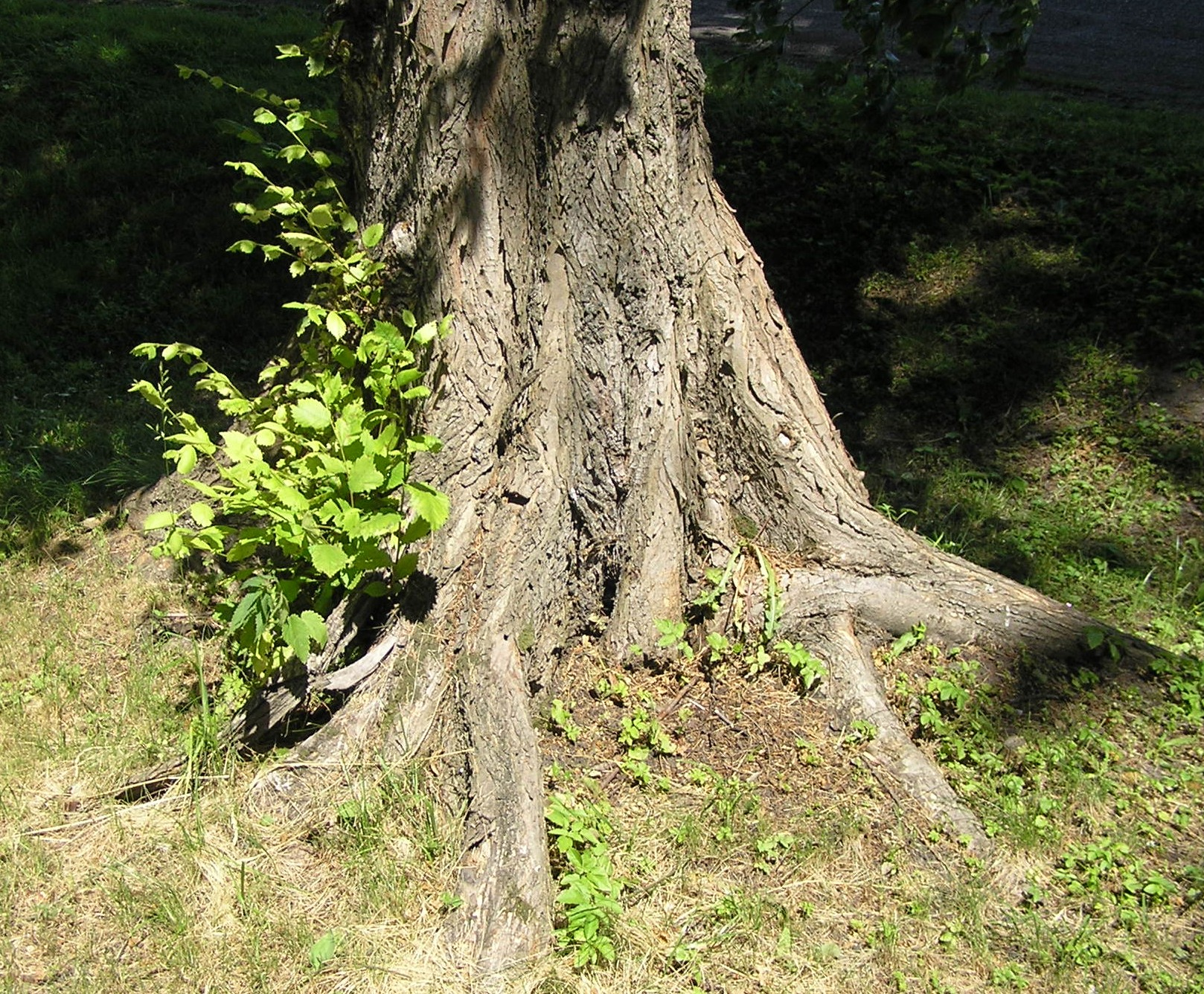
Dolna część pnia wiąza górskiego z widocznymi napływami.
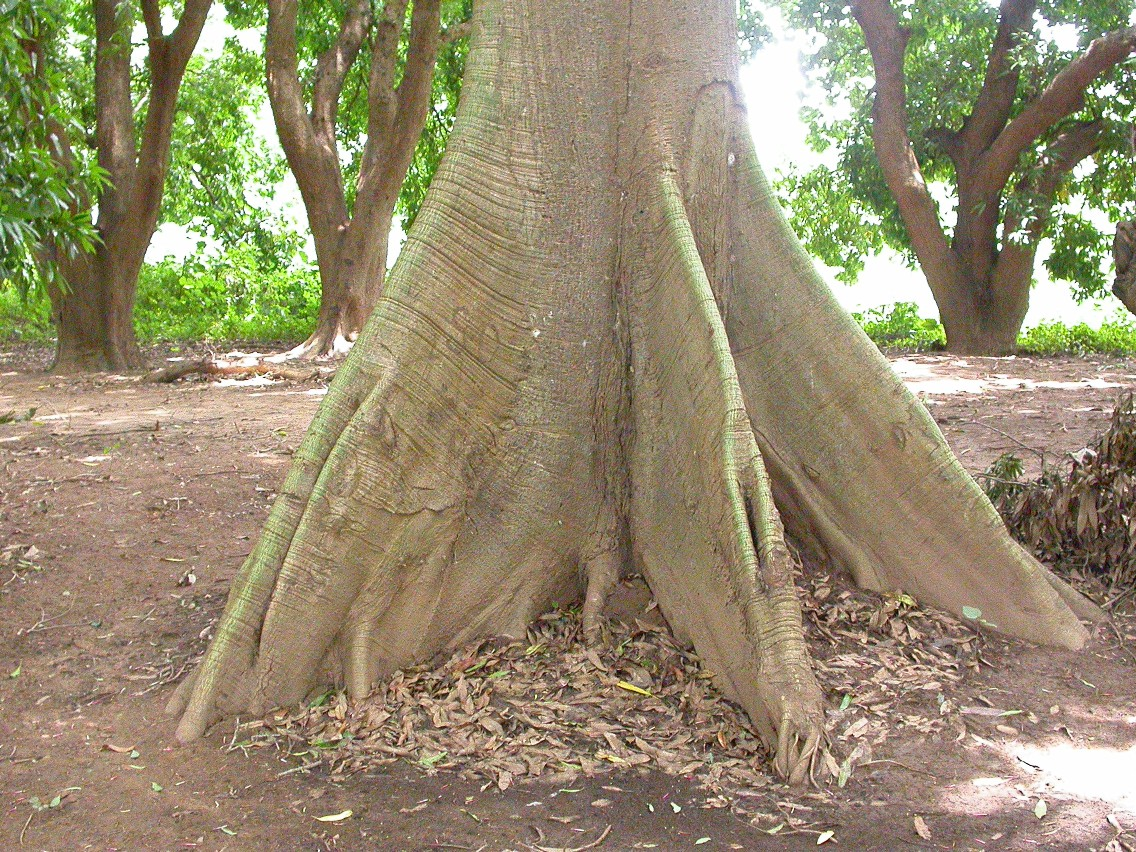
Napływy puchowca pięciopręcikowego
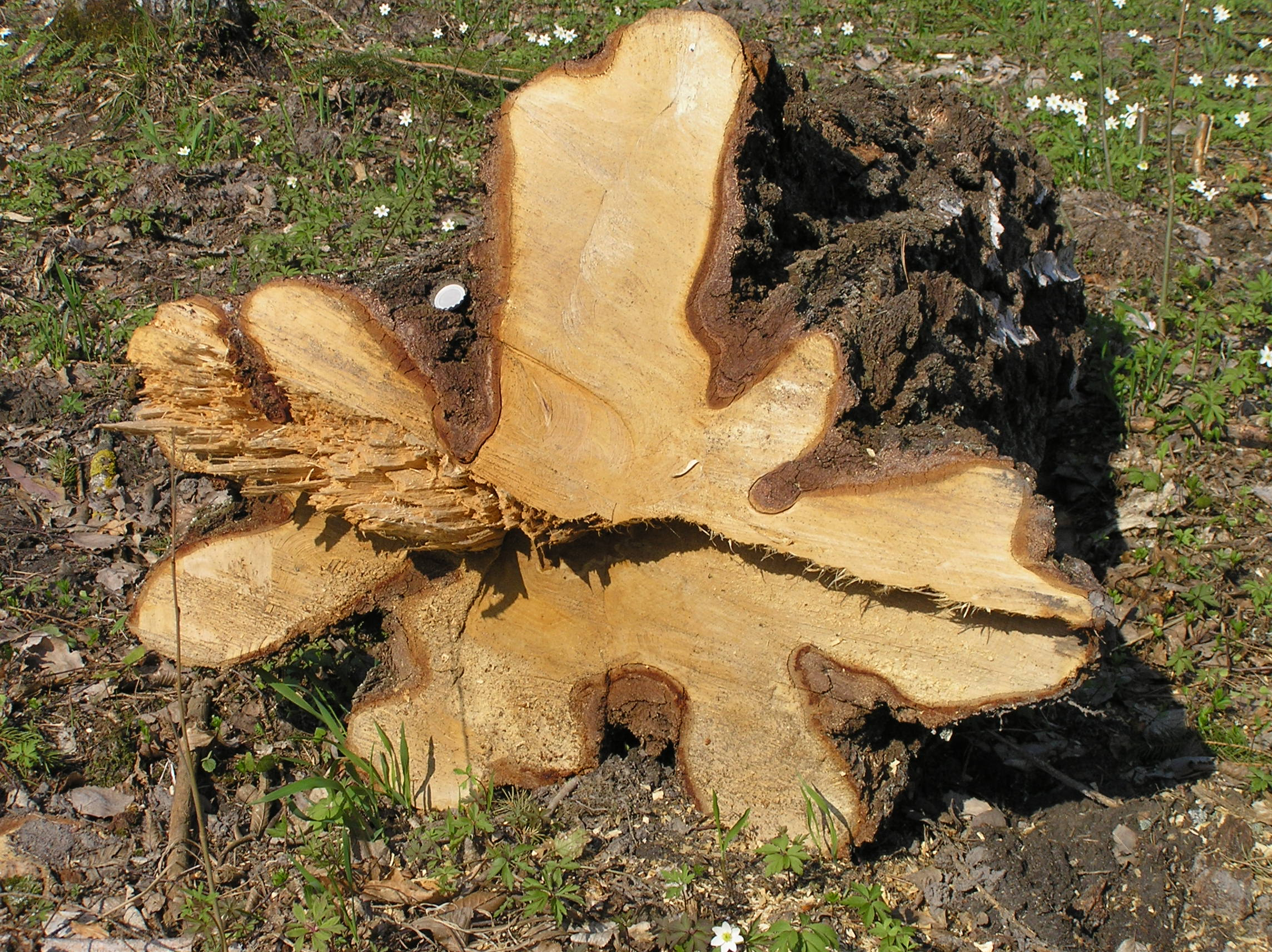
Przekrój przez napływy brzozy